# Битва під Бистриком
Битва під Бистриком відбулася 31 травня 1920 року біля села Бистрик. Це було частиною наступу кінноти Будьонного під час Радянсько-польської війни.

## Хід битви
Російські атаки почалися 26 травня, щоб відрізати армії 2 і 3 польської армії. Підрозділи радянської 11-ї кавалерійської дивізії вдалося зламати лінію фронту в районі села Бистрик. Ця територія була захищена тільки однією польською піхотною компанією 50-го Кресовського стрілецького полку. Після короткої перестрілки польська одиниця зазнала поразки. Козацька кавалерія не брала в'язнів, всього 75 польських солдатів були вбиті, включаючи в'язнів і поранених. Точні російські втрати не відомі. Невдовзі після перестрілки, командуючи польською 13-ю піхотною дивізією, генералом Францішеком Пауліком, він відправив 40-й піхотний полк для боротьби, але вже пізно, полк не мав достатньої вогневої сили, щоб перемогти радянську 11-у кавалерійську дивізію, Наступного дня російська 11-я кавалерійська дивізія прорвалася на іншу сторону фронту і досягла приблизно 15 км від тилу польської армії.
Розрив у фронті спричинив загрозу польській 13-й піхотній дивізії. Командир польської шостої армії генерал Вацлав Івашкевич почав організовувати контратаку, ударну групу, яка утворилася з усіх наявних резервів. Генерал Вацлав Івашкевич доручив команді ударної групи Єжи Савіцькому. Згодом страйкова група складалася з двох полків 3-ї кавалерійської бригади і двох піхотних батальйонів з 19-го піхотного полку і двох артилерійських батарей. Польська контратака почалася 1 червня 1920 р. 1 грудня 1920 р. Польська страйкова група здивувала російську 11-у кавалерійську дивізію в селі Старостинці. Хоча сили обох сторін були більш-менш рівні, росіяни почали відступати після короткого бою. Після успішної погоні 11-а кавалерійська дивізія була змушена польською страйковою групою повернутися на посади від 26 травня.